# Cerero mayor
El cerero mayor era un oficio de palacio.
Este oficio ejercitaba el dicho cerero, con capa, de la siguiente manera: cuando se encendían las velas para la cámara y retrete, metía el cerero teniente los candeleros de plata con velas encendidas y sin bonete, y besando los candeleros, uno a uno, los ponía donde tenían que estar o en la mesa donde cena su amo antes que se sentara a ella tras haber puesto los manteles. Si se hallaba presente el cerero mayor, le daba los candeleras su teniente, hecha la salva, y el cerero mayor hacía otra y ponía los candeleros delante de su amo. Las hachas y velas de cera que eran necesarias y más estaban al fondo de la sala o en una parte de ella para el servicio de esa noche. 
El cerero mayor tenía dos mozos que servían en aquel oficio de llevar y traer la cera y hacerla y aguardar cada noche hasta que la persona real se había acostado. Tenían encargo de recoger los candeleros de plata, cuando daban la vela que había de arder toda la noche en la cámara donde dormía su amo y llevaban los candeleros a la cámara y los daban al que tenía las llaves y de allí los tomaban al día siguiente temprano, para tenerlos limpios para servir esa noche siguiente.
El cerero mayor tenía buen salario y la cera que necesitaba de sus derechos en hachas e velas. Sobre este oficio tenían que tener ojo el mayordomo y el veedor para que no se gastara más cera de la que convenía y era necesaria y para que la cera fuera buena y los precios según el tiempo y que se tomara la cuenta al cerero de mes a mes sin faltar en ello.